# Пичугин, Эдуард Анатольевич
Эдуа́рд Анато́льевич Пичу́гин (род. 27 сентября 1972, Донецкая область, УССР, СССР) — продюсер, Член «Общественной палаты Санкт-Петербурга», генеральный директор АО «Киностудия „Ленфильм“» (12 октября 2012 — 7 февраля 2020 г.).
Член правления Союза Кинематографистов Российской Федерации, член правления Гильдии Продюсеров России. С 1999 года вплотную занимается продвижением кинопоказа и кинопрокатом. Основатель федеральных киносетей «Кронверк Синема» и «КИНО СИТИ». Является президентом Якутского международного кинофестиваля. Кандидат экономических наук. Генеральный продюсер Международного кинофестиваля «Западные ворота» в городе Псков.

## Образование и преподавательская деятельность
- Военно-космическая Академия им. А. Ф. Можайского;
- Юридический факультет Санкт-Петербургского Университета МВД России;
- Санкт-Петербургский Государственный Инженерно-экономический Университет, финансы и кредит;
- Кандидат экономических наук, автор диссертации «Управление денежными потоками предприятий кинопроката» (защищена по специальности «Финансы и кредит»);
- С 2009 г. — доцент кафедры Продюсерского Мастерства и Менеджмента Всероссийского Государственного Университета Кинематографии имени С. А. Герасимова (ВГИК) Москва.

## Карьера
- С 12 октября 2012 г.  по 7 февраля 2020 г. — Генеральный директор АО «Киностудия Ленфильм»[4].
- С октября 2011 г. по октябрь 2012 г. — Председатель совета директоров ОАО «Ленфильм».
- С 2008 года — председатель Совета директоров группы компаний «КИНО СИТИ»[9].
- 2001—2007 — Генеральный директор ООО «ЭПОС», управляющей компании сети кинотеатров «Кронверк Синема[10].
- 2001—2006 — директор проектов ЗАО «Банкирский дом Санкт-Петербург».
- С 1996 года занимался разработкой и внедрением проектов в области недвижимости и строительства, включая реконструкцию, новое строительство, управление недвижимостью, в том числе кинотеатров.

## Продюсер[11]
- 2021 — «Учености плоды», режиссер Игорь Угольников. Сопродюсер
- 2020 — «Воздух», режиссер Алексей Герман-младший. Сопродюсер
- 2020 — «Этаж», режиссер Станислав Мареев. Генеральный продюсер
- 2019 — «Мальчик русский», режиссер Александр Золотухин. Генеральный продюсер
- 2018 — «Довлатов», режиссер Алексей Герман-младший. Сопродюсер
- 2019 — «Чужая жизнь», режиссер Виктор Татарский. Генеральный продюсер
- 2017 — «Три дня до весны», режиссёр Александр Касаткин. Генеральный продюсер
- 2016 — «Самый рыжий лис», режиссёр Александра Стрелянная. Генеральный продюсер
- 2016 — «Петербург. Только по любви». Киноальманах . Генеральный продюсер
- 2016 — «Птица», режиссёр Ксения Баскакова. Генеральный продюсер
- 2015 — «Развод по собственному желанию», режиссер Илья Северов. Генеральный продюсер
- 2015 — «Контрибуция», режиссер Сергей Снежкин. Генеральный продюсер
- 2013 — «Дар», режиссер Сергей Карандашев. Продюсер